# Armorial des freguesias de Pedrógão Grande
- il comporte peu ou pas de sources.
- il reste des blasons à dessiner dans cet armorial.

Cette page donne les armoiries (figures et blasonnements) des freguesias de Pedrógão Grande. 
| Image | Nom de la commune et blasonnement |
| ----- | --------------------------------- |
|       | Graça                             |
|       | Pedrógão Grande                   |
|       | Vila Facaia                       |